# James T. Farrell

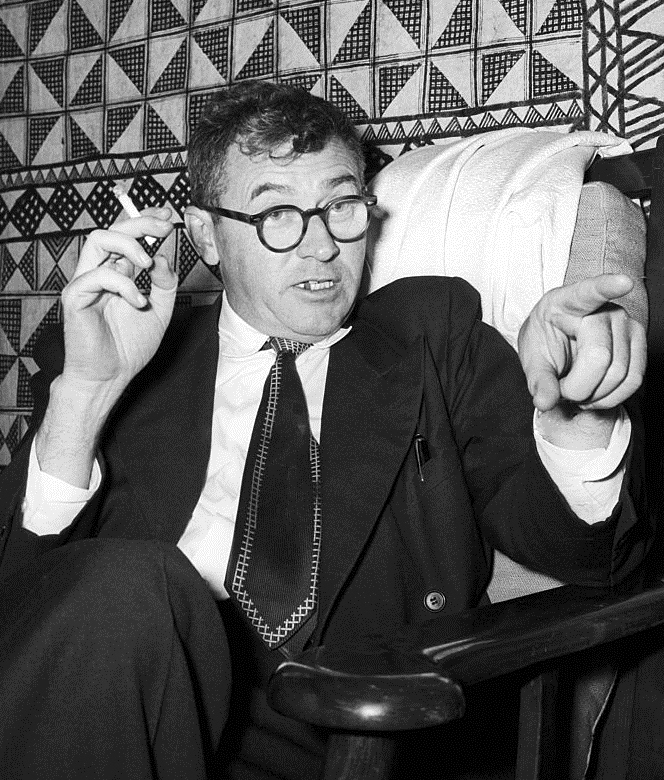
James T. Farrell in de jaren 1950

James Thomas Farrell (Chicago, 27 februari 1904 – New York, 22 augustus 1979) was een Amerikaans schrijver.

## Leven
Farrel werd geboren in een Iers-Amerikaanse familie te Chicago. Hij studeerde er aan de universiteit en begon op zijn 21e met schrijven. In de jaren dertig, ten tijde van de grote depressie, was hij lid van de communistische partij, in 1936, na de Moskouse Showprocessen, schoof hij door naar de Trotskistische vleugel. Tijdens de Tweede Wereldoorlog keerde hij zich fel tegen Amerikaanse deelname aan de oorlog.
Farrel huwde tweemaal, de laatste keer met toneelactrice Hortense Alden. Met haar kreeg hij twee zoons.

## Werk
Farrel verwierf vooral bekendheid met een aantal naturalistisch-realistische roman-reeksen die vooral spelen onder onder Iers-katholieke immigranten. Het meest typerend zijn de trilogieën over Studs Lonigan en Bernard Carr en de vijf boeken met Danny Neal als centrale figuur. 
De Lonigan-trilogie behandelt vijftien jaar uit het leven van Willam ‘Studs’ Lonigan, een jongeman die door zijn eigen laksheid en door de geestelijke armoede van zijn omgeving niet in staat is uit te groeien tot een werkelijk volwassene. De Lonigan-boeken zijn niet alleen psychologisch, maar ook sociologisch van belang: opgebouwd volgens de naturalistische traditie, à la Theodore Dreiser, in tal van episodes, bevatten de boeken een enorme hoeveelheid gegevens over milieu, werk, zeden, godsdienst, werk en gezinsleven van de Iers-Amerikaanse arbeiders en middenklasse in Chicago.
De Danny-O’Neil-pentatologie en de Bernard Carr-trilogie zijn in feite de tegenhangers van de Lonigan-romans: ze verhalen niet over het verval maar over de opgang van jonge Ieren tussen 1909 en 1936.
De drie reeksen weerspiegelen in belangrijke mate Farrels eigen levensverhaal: hij groeide op in de wereld van Studs Lonigan, maar ontsnapte door de ontdekking van de ‘hogere waarden’ van de literatuur.

## Trivia
- Studs Lonigan werd in 1960 verfilmd (met Jack Nicholson in een van zijn eerste rollen) en in 1979 werd er in de Verenigde Staten een televisieserie van gemaakt.
- De Lonigan-trilogie werd in 1999 opgenomen in Modern Library’s lijst van 100 beste Engelstalige romans uit de twintigste eeuw.